# Louis Benjamin Francoeur
Louis Benjamin Francoeur (francès: Louis-Benjamin Francœur)  (París, 16 d'agost de 1773 - París, 15 de desembre de 1849) va ser un matemàtic francès.

## Vida i obra
Francoeur procedia d'una família de músics: el seu pare era músic de la cort i director de l'Òpera Royale i el seu avi era membre de l'orquersta Les Vingt-quatre Violons du Roi. El propi Francoeur va ser un violinista notable. Com empleat de la monarquia, el seu pare va tenir problemes durant la Revolució Francesa, arribant a estar empresonat un temps. Això no obstant, el jove Francoeur va poder ingressar a l'École Polytechnique el 1794, graduant-se de forma brillant el 1797.
El 1798, Gaspard de Prony el proposa com a professor ajudant a l'École Polytechnique, on coincidirà amb Sylvestre François Lacroix. El 1804 passa a ser professor titular i l'any següent és nomenat professor de la Facultat de Ciències de la Sorbona, càrrec que compatibilitza amb altres càrrecs docents.
Molt interessat en la docència, va ser membre fundador de la Société pour l'instruction élémentaire, de la que esdevindria secretari general. El 1842 va ser escollir membre de l'Acadèmia Francesa de les Ciències. També va ser membre de les acadèmies de Sant Petersburg, Tolosa, Edimburg, Lió, Lisboa, i altres. També va tenir una participació molt activa a la Société d’encouragement pour l’industrie nationale (societat de promoció de l'industria nacional) dirigint els seu comité de mecànica.
Des del 1824 patia una malaltia de laringe, contra la que lluita aferrissadament, però que el 1845 l'impossibilità totalment per a la docència. Va morir quatre anys després i va ser enterrat a Châtillon-la-Borde, poble del que havia sigut alcalde.
Francoeur va escriure nombroses obres de matemàtiques de caràcter didàctic que van tenir força èxit i es van traduir a molts idiomes (anglès, espanyol, italià, ...). Un del llibres pel que serà sempre recordat és el seu mètode per ensenyar dibuix lineal als infants i adolescents, mètode que porta el seu nom: el mètode Francoeur. El llibre va ser publicat el 1819 i porta per títol Le dessin linéaire d'après la méthode de l'enseignement mutuel. El mètode va ser aplicat per primer cop a l'escola de Libourne i es va estendre per tota França ràpidament.

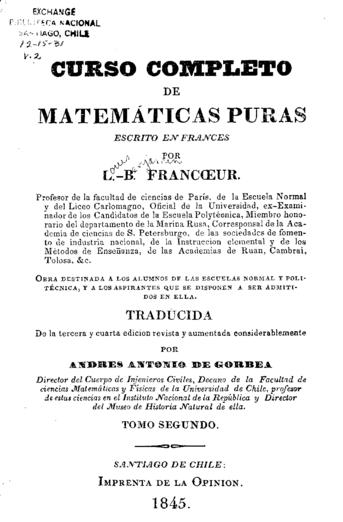
Traducció espanyola del Curs Complert de Matemàtiques, publicat el 1845 a Santiago de Xile

Entre les seves obres de matemàtiques més destacades es poden citar:
- 1800 - Traité de mécanique élémentaire, à l'usage des élèves de l'École Polytechnique, rédigé d'après les méthodes de R Prony, un curs de matemàtiques elementals en dos volums, en el que es defineix per primera vegada la simetria bilateral.[7]
- 1809 - Cours complet de mathématiques pures
- 1812 - Uranographie, ou Traité élémentaire d'astronomie, à l'usage des personnes peu versées dans les mathématiques, accompagné de planisphères
- 1830 - Astronomie pratique, usage et composition de la Connaissance des temps
- 1810 - Éléments de statique
- 1820 - La goniométrie
- 1827 - L'enseignment du dessin linéaire
- 1833 - Éléments de technologie
- 1835 - Géodésie, ou Traité de la figure de la terre et de ses parties
- 1838 - Algèbre supérieure
- 1842 - Mémoire sur l'Aréométrie
- 1845 - Traité d'arithmétique appliquée à la banque, au commerce, à l'industrie, etc.

Finalment cal ressenyar un text de flora parisenca: Flore parisienne ou Description des caractères de toutes les plantes qui croissent naturellement aux environs de Paris, (1800-01) que va ser fruit d'uns estudis de botànica que va seguir en aquells anys sota la direcció de René Louiche Desfontaines i Jean-Louis Thuillier.